# Henrik Heggheim
Henrik Heggheim (Stavanger, 2001. április 22. –) norvég korosztályos válogatott labdarúgó, a Viking hátvéde.

## Pályafutása

### Klubcsapatokban
Heggheim a norvégiai Stavanger városában született. Az ifjúsági pályafutását a helyi Viking akadémiájánál kezdte.
2020-ban mutatkozott be a Viking első osztályban szereplő felnőtt csapatában. 2021. augusztus 30-án négyéves szerződést kötött a dán első osztályban érdekelt Brøndby együttesével. Először a 2021. október 24-ei, København ellen 2–1-re megnyert mérkőzésen lépett pályára. Első gólját 2022. február 28-án, a SønderjyskE ellen hazai pályán 1–0-ás győzelemmel zárult találkozón szerezte meg. A 2023-as szezon első felében a norvég Vålerenga csapatát erősítette kölcsönben. 2024. augusztus 30-án visszatért a Vikinghez.

### A válogatottban
Heggheim 2021-ben debütált a norvég U21-es válogatottban. Először a 2021. szeptember 3-ai, Ausztria ellen 3–1-re megnyert mérkőzésen lépett pályára.

## Statisztikák
2024. augusztus 1. szerint
| Klub                   | Szezon   | Osztály          | Bajnokság | Bajnokság | Kupa  | Kupa | Nemzetközi | Nemzetközi | Összesen | Összesen |
| Klub                   | Szezon   | Osztály          | Meccs     | Gól       | Meccs | Gól  | Meccs      | Gól        | Meccs    | Gól      |
| ---------------------- | -------- | ---------------- | --------- | --------- | ----- | ---- | ---------- | ---------- | -------- | -------- |
| Viking                 | 2020     | Eliteserien      | 26        | 0         | —     | —    | 1          | 0          | 27       | 0        |
| Viking                 | 2021     | Eliteserien      | 17        | 0         | 0     | 0    | —          | —          | 17       | 0        |
| Brøndby                | 2021–22  | Danish Superliga | 14        | 1         | 3     | 0    | 4          | 0          | 21       | 1        |
| Brøndby                | 2022–23  | Danish Superliga | 2         | 0         | 1     | 0    | 4          | 0          | 7        | 0        |
| Brøndby                | 2023–24  | Danish Superliga | 13        | 0         | 0     | 0    | 0          | 0          | 13       | 0        |
| Brøndby                | 2024–25  | Danish Superliga | 0         | 0         | 0     | 0    | 1          | 0          | 1        | 0        |
| Vålerenga (kölcsönben) | 2023     | Eliteserien      | 9         | 0         | 0     | 0    | —          | —          | 9        | 0        |
| Összesen               | Összesen | Összesen         | 81        | 1         | 4     | 0    | 10         | 0          | 95       | 1        |

## Sikerei, díjai
Brøndby
- Danish Superliga
  - Ezüstérmes (1): 2023–24